# 向野幾世
向野 幾世（こうの いくよ、1936年〈昭和11年〉 - ）は、日本の特別支援教育家。香川県出身、奈良女子大学文学部卒業、国立教護事業職員養成所修了。特別支援教育の草分けとも呼ばれる人物であり、障害児の教育の機会拡大や、障害者と健常者の共生を目指し、ボランティアの育成や啓発・教育活動を展開している。

## 経歴
大学在学中、生活費を稼ぐために盲学校で視界障害児童への読書奉仕を始めたことで、特別支援教育へ強い興味を抱き、児童自立支援施設である国立武蔵野学院で寮母として務めつつ、同学院附属教護事業職員養成所で福祉を学ぶ。養成所修了後、奈良県の肢体不自由児施設である東大寺整肢園（後の東大寺福祉療育病院）にケースワーカーとして就職し、乳幼児から18歳までの肢体不自由児の入院治療に携わる。
整肢園での仕事を通じて、子供たちの退院後の生活を考慮し、特別支援学校設立に向けて活動を始める。1966年（昭和41年）、奈良県立としては初めての特別支援学校である明日香養護学校が明日香村に開校し、同時にその教員として勤務、多くの障害児たちの教育を受け持つ。またこの教員生活を通じ、障害児たちの自立の場「たんぽぽの家」設立のための運動、その資金調達のためのチャリティーイベント「わたぼうしコンサート」の開催に取り組む。
教員生活中の1978年（昭和53年）、生徒の1人を中心としたエピソードを『お母さん、ぼくが生まれてごめんなさい』として著し、後の2002年（平成14年）に復刊、森昌子主演でテレビドラマ化されるなどして話題を呼ぶ。
1991年（平成3年）に奈良県立西の京養護学校の校長に、奈良県立校初の女性校長として就任。ほかに奈良県立障害児教育センター所長（1989年〈平成元年〉就任）、肢体不自由児施設指導員、奈良県立教育研究所障害児教育部長、奈良大学講師なども歴任している。1996年（平成8年）に定年退職して第一線を退き、1998年（平成10年）には奈良市秋篠町に生活介護事業所「かかしの家福祉作遊所」を開所する（後に奈良市六条に移転）。
1998年（平成10年）、文部大臣より教育功労賞を受賞。ほか、全国特殊教育振興会から感謝状、奈良県障害児教育百年記念会表彰、読売教育賞、国際ソロプチミスト（奈良）婦人向上賞を受賞。
70歳近い頃に夫と死別。遺産を福祉施設に寄付していたところ、写真家の大石芳野に日本国外の支援を勧められ、ベトナムの子供たちを支援するFUJI教育基金へ寄付。幼稚園設立の支援、奨学金支給など子供たちへの支援を行う。これが縁でベトナム、スイスのジュネーヴ、キプロス、ニューヨークの国連本部で開かれた世界ボランティア会議に出席するなど、日本国外での福祉活動を展開する。
かかしの家福祉作遊所がNPO法人かかしの会に発展した後は、その理事長を務め、重症心身障害児の作業所運営に携わっている。

## 著作
- 『お母さん、ぼくが生まれてごめんなさい』サンケイ出版〈Sankei drama books〉、1978年12月26日。 NCID BN02209780。
- 『いいんですか、車椅子の花嫁でも』サンケイ出版、1981年10月。 NCID BN02209871。
- 『文字を育てる』コレール社〈保育技術シリーズ〉、1987年4月。 NCID BN02880986。（柚木馥との共著）